# Tosny
Tosny település Franciaországban, Eure megyében. Lakosainak száma 627 fő (2018. január 1.).

## Népesség
A település népessége az elmúlt években az alábbi módon változott:
| Lakosok száma | 303  | 362  | 362  | 446  | 569  | 684  | 666  | 654  | 654  | 627  |
|               | 1968 | 1975 | 1982 | 1990 | 1999 | 2011 | 2013 | 2015 | 2017 | 2018 |